# Suits (3.ª temporada)
A terceira temporada do drama americano Suits foi ordenada em 12 de outubro de 2012.  A terceira temporada foi originalmente transmitida pela USA Network nos Estados Unidos entre 16 de julho de 2013 e 10 de abril de 2014. A temporada foi produzida pela Hypnotic Films & Television e pela Universal Cable Productions, e os produtores executivos foram Doug Liman, Dave Bartis e criador da série, Aaron Korsh. A temporada teve seis personagens regulares, funcionários da ficcional Pearson Darby, mais tarde Pearson Darby Specter e Pearson Specter, escritório de advocacia em Manhattan: Gabriel Macht, Patrick J. Adams, Rick Hoffman, Meghan Markle, Sarah Rafferty e Gina Torres.

## Visão geral
A série gira em torno do advogado corporativo Harvey Specter e seu advogado associado Mike Ross, que, entre os dois, têm apenas um diploma de direito.

## Elenco
| - Gabriel Macht como Harvey Specter - Patrick J. Adams como Mike Ross - Rick Hoffman como Louis Litt - Meghan Markle como Rachel Zane - Sarah Rafferty como Donna Paulsen - Gina Torres como Jessica Pearson | - Abigail Spencer como Dana Scott - Conleth Hill como Edward Darby - Amanda Schull como Katrina Bennett - Michelle Fairley como o Ava Hessington - Max Beesley como Stephen Huntley | - Gary Cole como Cameron Dennis - Michael Phelps como ele mesmo - Stephen Macht como professor Gerard |

### Casting
Nessa temporada todos os seis protagonistas incluídos na primeira temporada continuam em seus papéis. Harvey Specter sendo sócio sênior da Pearson Darby, mais tarde Pearson Darby Specter e logo depois sendo sócio gerente da Pearson Specter. Mike Ross sendo o fiel associado de Harvey. Louis Litt como o mais novo sócio sênior, graças a Daniel Hardman, e encarregado dos associados da firma. Rachel Zane sendo a técnica jurídica que aspira ser advogada, mas sua ansiedade de teste a impede de frequentar a Harvard, mais tarde é aceita na faculdade de Stanford. Donna Paulsen sendo a secretária de longa data de Harvey, sendo a melhor no que faz. Jessica Pearson sendo a sócia gerente e co-fundadora da firma Pearson Darby.
Michelle Fairley é atriz convidada em vários episódios como a executiva do petróleo, a doutora Ava Hessington, uma cliente de alto perfil da nova empresa Pearson Darby, cujo pai tem um passado com Darby. Gary Cole reprisa seu papel na primeira temporada como Cameron Dennis, agora designado como promotor especial no caso Hessington.  Max Beesley é apresentado como personagem recorrente Stephen Huntley, o braço direito de Darby do escritório de Londres, considerado o britânico Harvey.  O nadador Michael Phelps fez uma aparição no décimo primeiro episódio da temporada. Stephen Macht, pai de Gabriel Macht, é ator convidado como professor Gerard no décimo segundo episódio da temporada.

## Episódios
| N.º na série | N.º na temp. | Título                                                 | Dirigido por        | Escrito por                | Exibição original      | Audiência (milhões) |
| --- | ------------ | ------------------------------------------------------ | ------------------- | -------------------------- | ---------------------- | ------------------- |
| 29 | 1            | "The Arrangement" "O acordo" (BR)                      | Christopher Misiano | Aaron Korsh                | 16 de julho de 2013    | 2.93                |
| A fusão completa, nova parceria de Jessica com Darby é testada quando ele atribui Harvey um cliente de alto perfil, um executivo de petróleo chamado Dra. Ava Hessington (Michelle Fairley), que tem um passado mais profundo com Darby do que se pensava inicialmente. Ava enfrenta a perda de sua liberdade, se Harvey não pode produzir uma vitória para o seu caso. Mike trabalha para se reconciliar com Harvey, enquanto também tenta administrar as consequências de sua revelação para Rachel. Depois de dizer-lhe "tudo", eles acabam felizes na cama juntos. Enquanto isso, Louis convence Darby a dar-lhe responsabilidades de intendente da firma sobre seu rival, Nigel, mas a medida dá errado quando Nigel é encarregado dos associados em relação a Louis. |              |                                                        |                     |                            |                        |                     |
| 30 | 2            | "I Want You to Want Me" "É pegar ou largar" (BR)       | Roger Kumble        | Jon Cowan                  | 23 de julho de 2013    | 2.88                |
| Depois de ser informado por Jessica que ele pode ter a sua escolha dos associados da Pearson Darby, Louis pede a Mike para ajudá-lo em um caso de domínio eminente aparentemente invencível. Ele oferece a Mike uma parceria de mentor-aprendiz na qual eles tratam um ao outro como iguais, enquanto Harvey continua assegurando a Mike que os dois estão "por dentro". Harvey é acusado de manter a Dra. Ava Hessington fora da cadeia, mas o caso é complicado por seu ex-mentor, o promotor especial e desonrado da ex-promotora de Manhattan, Cameron Dennis. Quando Harvey descobre que Cameron está fazendo um acordo com o protegido de Ava, Nick, ele relutantemente se junta a Jessica em um plano diferente de ataque. O caso é eventualmente resolvido fora do tribunal, com Ava mantendo sua companhia e permanecendo fora da cadeia, embora Harvey não esteja totalmente satisfeito com o acordo. Enquanto isso, Donna e Rachel tentam ajudar Harvey e Mike a fazer as pazes. No final, Harvey e Mike se reconciliam, deixando Louis para trás. |              |                                                        |                     |                            |                        |                     |
| 31 | 3            | "Unfinished Business" "Assuntos pendentes" (BR)        | Anton Cropper       | Ethan Drogin               | 30 de julho de 2013    | 2.47                |
| Depois de ter se declarado culpado de suborno, Ava Hessington é presa porque Cameron Dennis agora quer ligá-la aos assassinatos de seis manifestantes cometidos pelo coronel estrangeiro que ela subornou. Harvey e Mike finalmente a tiraram, deixando as testemunhas processá-los, mas os dois homens acham que ela realmente ordenou esses assassinatos. Durante o caso, Harvey encontra o "consertador" de Darby, Stephen Huntley. Enquanto Harvey está preso ao caso pessoal de Ava, ele pede a Louis para representar a empresa de Ava, a Hessington Oil, em meio a uma potencial aquisição hostil. Katrina Bennett quer trabalhar o caso com Louis, mas se recusa a ser seu associado pessoal, então ele a rejeita. Ela então tenta trabalhar para Harvey, mas é interrompida e colocada em seu lugar por Mike e Donna. Depois, ela envia a todos na empresa um vídeo de brincadeira de Mike, tentando irritá-lo e se aproximar de Louis. Ela então é mastigada por Harvey, após o que Louis a deixa trabalhar no caso dele depois de tudo. Enquanto isso, Donna perdoa Mike e Rachel, e Mike e Rachel discutem sobre ser namorado e namorada. Huntley persegue Donna romanticamente, enquanto Harvey deixa Mike em seu plano para destronar Jessica como sócio-gerente. |              |                                                        |                     |                            |                        |                     |
| 32 | 4            | "Conflict of Interest" "Conflito ddme interesses" (BR) | Michael Smith       | Daniel Arkin               | 6 de agosto de 2013    | 2.99                |
| Os casos de Harvey (julgamento por assassinato de Ava Hessington) e Louis (a batalha de aquisição por Hessington Oil) continuam. Enquanto Jessica, Louis e Katrina querem que Ava renuncie como CEO / Presidente da Hessington Oil, Darby, Harvey e Mike não. Katrina e Mike trabalham juntos para encontrar uma maneira de impedir a aquisição da Gionopoulos Holdings. Juntos, eles descobrem que, uma vez que Tony Gionopoulos tem outras participações que são reguladas pela Comissão Federal de Comércio, uma aquisição da Hessington Oil as colocaria em violação das leis antitruste. Usando essa informação, Louis confronta o empregado de Gionopoulos que ri de Louis, dizendo que eles, como banqueiros de investimento da Wharton School of Business, são mais espertos do que quaisquer advogados. Ele observa que Gionopoulos está jantando com seu "velho amigo", o comissário da FTC. Tendo falhado em parar Gionopoulos, Louis se oferece para ser o "cisne negro" de Jessica e fazer seu trabalho sujo por ela convencendo o conselho de Hessington Oil a demitir Ava, dado que muitos a imaginam culpada dos assassinatos, e mantêm Pearson Darby como seus advogados. Durante um depoimento falso, Mike e Harvey se convencem de que Ava é inocente. Ela diz que pagou 100 milhões de dólares a mais para subornar dinheiro para impedir que pessoas inocentes sejam prejudicadas e ajudar a realocar aqueles que perderiam suas casas e seus rebanhos. Os conflitos entre Jessica e Harvey e Darby esquentam quando ela evita que Louis vá para o tabuleiro, selando assim o destino de Ava quando o tabuleiro a atira. Enquanto isso, Donna e Stephen concordam em ter um encontro e "um arranjo" para "satisfazer suas necessidades" enquanto ele estiver em Nova York. Ele consegue ingressos para ver Daniel Day-Lewis em Macbeth, e diz a Donna que ele organizou o jantar com Daniel depois do show, fazendo com que ela levasse Stephen para algum lugar mais privado. Ela tenta contar a Harvey sobre isso no dia seguinte, mas o momento não está certo. Mike e Rachel proclamam seu amor um pelo outro, pouco depois que Mike e Katrina concordam com uma trégua. |              |                                                        |                     |                            |                        |                     |
| 33 | 5            | "Shadow of a Doubt" "Sombra de dúvidas" (BR)           | Félix Alcalá        | Genevieve Sparling         | 13 de agosto de 2013   | 2.79                |
| Stephen garante a Harvey que, apesar de Ava ter perdido sua empresa, ganhar o julgamento por assassinato de Ava é o suficiente para fazer Harvey ter uma chance de destronar Jessica como sócia-gerente. Harvey calcula que sua melhor chance de vencer é o mesmo, mas Cameron Dennis e o juiz querem prosseguir com o julgamento. Harvey e Stephen então confrontam Tony Gionopoulos (Rob Stewart) com uma ameaça para encerrar seus negócios na Inglaterra com casos em tribunal, a menos que ele testemunhe que Dennis conspirou com ele para que Ava fosse destituído, mas Gionopoulos não está com medo. Stephen então vai para trás das costas de Harvey e ameaça a filha de Gionopoulos com uma ação judicial, causando assim um Gionopoulos furioso para começar a despejar ações da Hessington Oil e esgotar o valor da empresa. Harvey se aproxima de Jessica para pedir ajuda, e eles planejam que a Gionopoulos Holdings compre a Hessington Oil, mas restabeleça Ava como CEO, em troca de Gionopoulos testemunhar que Dennis o deixou sozinho em uma sala com uma maldita fita de Ava para ele ver. Apesar das novas evidências, Dennis se recusa a cancelar o julgamento de assassinato, embora ele calcule que suas chances de ganhar caiam para cerca de 20%. Em outros lugares, Donna e Stephen escalam seu romance, mas ela fica brava com ele quando ele faz referência ao relacionamento deles em uma discussão com Harvey. Louis confronta Nigel com sua maneira de lidar com os associados, enquanto Mike e Rachel trabalham em um caso para receber 30 milhões de dólares devolvidos por um contador que o desviou de um cliente. Mike depois fica irritado com Rachel quando ele descobre de seu pai que ela se inscreveu para cursar a faculdade de direito de Stanford. O episódio conclui com Jessica dizendo a Harvey seus planos para adicioná-lo como um parceiro nomeado no escritório de Nova York, mas ele questiona seus motivos. |              |                                                        |                     |                            |                        |                     |
| 34 | 6            | "The Other Time" "A outra vez" (BR)                    | John Scott          | Rick Muirragui             | 20 de agosto de 2013   | 2.76                |
| Em um flashback de dez anos atrás, Harvey se demitiu do escritório do promotor público (seguindo o conselho de seu pai e de Donna), em vez de ser cúmplice da violação ética de Cameron. Tomando Donna com ele, ele vai trabalhar para Jessica, que com Hardman acaba de assumir o controle da empresa em um golpe durante a noite. Harvey e Donna têm um encontro durante o breve período em que ela não está trabalhando para ele, e concordam em esconder isso depois disso. Ao mesmo tempo, Mike, um veterano da faculdade, recebe uma carta de aceitação para a faculdade de Direito de Harvard, mas depois vende respostas para um exame de matemática para pagar uma dívida de drogas para seu colega de quarto Trevor. Quando Trevor é pego, Mike confessa, pensando que a punição será leve. Acontece que o destinatário das respostas do exame foi a filha do reitor, então o reitor expulsa Mike da faculdade e notifica a Lei de Harvard sobre as transgressões. No presente, Harvey diz a Jessica sobre seu próprio acordo de golpe com Darby e diz que ele não quer mais a parceria administrativa, mas Jessica o rejeita. Harvey admite a Donna que ele está incomodado com a aventura dela com Stephen. Mike recebe Rachel de volta de sua entrevista em Stanford e promete apoiá-la no que ela quiser. Harvey e Mike chamam um blefe de Cameron e acreditam que eles foram absolvidos por Ava. Mas Cameron ainda pretende ir a julgamento, pois agora ele tem o coronel como testemunha, dizendo que Stephen "me levou direto a ele". |              |                                                        |                     |                            |                        |                     |
| 35 | 7            | "She's Mine" "A gata é minha" (BR)                     | Anton Cropper       | Paul Redford               | 27 de agosto de 2013   | 2.79                |
| A defesa de Ava está agora em desordem, em parte porque ela escondeu um telefonema do coronel Moriga, que agora está disponível para interrogatório e sustenta que Ava lhe pagou pelos assassinatos. Jessica se encarrega do caso e (contra o conselho de Harvey) persegue a teoria de que Nick deu as ordens fatais. Mike visita Cameron em seu escritório, ostensivamente para buscar um acordo, mas na verdade para memorizar documentos para descobrir o que Cameron tem em Nick. Stephen continua a se intrometer no caso, e depois que Donna determina no balcão da copiadora que ele escondeu sete páginas do depoimento de Moriga, ela interrompe o acordo. Mike determina que Stephen estava em um time de rúgbi com o Coronel há 20 anos e pagou pessoalmente o dinheiro do suborno enquanto dava ordens para assassinatos, sem o conhecimento de Ava ou Nick. Harvey bate Stephen no banheiro masculino. Enquanto isso, Louis está relutante em devolver sua hospedaria de felino a Nigel, que retornou cedo de Hong Kong. Ele desafia Nigel para a custódia do gato em um julgamento simulado perante os associados, com Rachel como seu "advogado". Nigel tem um truque na manga, trazendo Harold ao julgamento simulado para testemunhar contra Louis, mas sai pela culatra, resultando na concessão de custódia a Louis. Por insistência de Rachel, Louis aceita a oferta de Nigel para devolver a supervisão dos associados a Louis em troca do gato. Um grato Louis então informa Rachel que ela foi admitida na Columbia Law School. |              |                                                        |                     |                            |                        |                     |
| 36 | 8            | "Endgame" "Jogo final" (BR)                            | Michael Smith       | Justin Peacock             | 3 de setembro de 2013  | 3.52                |
| Jessica e Harvey confrontam Darby com o fato de que Stephen ordenou os assassinatos, e Darby admite ter descoberto depois do fato e não fez nada, por medo de prejudicar Ava. Eles fazem com que ele dispare Stephen, mas o que ele honestamente é capaz de testemunhar não prova a culpa de Stephen. Quando Harvey chama Stephen para o stand, ele não consegue convencer Cameron da culpa de Stephen e reduz as chances de Ava ainda mais. Harvey apela ao desejo de Cameron por justiça, bem como à vitória, tendo Mike trazer Clifford (um homem inocente que Cameron havia condenado por assassinato). Darby aconselha Jessica a deixar de lado sua raiva, reconciliando-se com Harvey e trabalhando com ele em uma solução definitiva para o problema de Ava. Darby concorda em pleitear a obstrução da justiça (recebendo cinco anos de liberdade condicional) e testemunhar contra Stephen. Cameron leva a convicção mais segura e derruba acusações contra Ava, enquanto Donna assiste Stephen ser preso por assassinato. No último momento, Darby descobre que, com sua liberdade condicional, ele também perde sua licença para exercer a advocacia nos EUA, permitindo, portanto, que Jessica faça pressão pela dissolução da fusão. De volta ao escritório, o agora sem gato Louis ataca os sócios e depois vai ao escritório de Harold para repreendê-lo por seu testemunho no julgamento simulado. Louis e Harold entram em uma batalha crescente de ação legal e intimidação, e Rachel confronta Louis sobre a profundidade de seu ressentimento. Ele explica que seu fracasso em treinar Harold lembra-o de seu próprio fracasso e do assédio moral que sofreu. Rachel diz que Louis tem intimidado Harold da mesma maneira. Quando Harold finalmente concede a batalha, Louis concorda com um compromisso que fará Harold parecer bom, jurando a Rachel o segredo sobre essa incomum misericórdia. |              |                                                        |                     |                            |                        |                     |
| 37 | 9            | "Bad Faith" "Má fé" (BR)                               | Christopher Misiano | Ethan Drogin               | 10 de setembro de 2013 | 2.95                |
| O trabalho começa com a dissolução da firma Pearson Darby Specter. Louis convence Jessica a deixá-lo lidar com as negociações, sob o argumento de que Jessica e Harvey estariam muito envolvidos emocionalmente. Isso dá errado quando Darby nomeia Nigel para negociar com Louis, já que Louis (provocado pela falta de carinho de Nigel pelo gato) fecha a porta para Harvey e o plano de Jessica para derrotar Darby. Enquanto isso, Mike pede a Rachel para morar com ele (para o apartamento que ele adquiriu para sua falecida avó), mas os dois começam a brigar pelos hábitos irritantes um do outro. Louis e Katrina têm um plano para aumentar os negócios da empresa com a Gianapoulos Holdings, o que aumentaria a participação de sua parte no acordo com Darby. O assessor de Gianapoulos está impressionado com a inteligência financeira de Louis, mas diz que ele não tem a estatura para ter a proposta considerada. Harvey manda Mike pedir a Robert Zane para pagar o acordo da Folsom Foods imediatamente em troca de um desconto. Zane se recusa até Mike invocar seu relacionamento com Rachel; Zane está divertida e impressionada com a ousadia de Mike, mas Rachel fica furiosa quando ela fica sabendo disso. Ela diz a Mike que ela foi internada em Stanford. Darby nomeia Scottie como seu novo negociador, com a promessa de uma parceria nomeada, se ela vencer. Ela pede a Harvey para excluir o acordo da Folsom Foods das negociações, mencionando como ela o ajudou com o caso da Hessington Oil e seus sentimentos um pelo outro, e prometendo que ela não irá atrás de mais dinheiro para Darby. Harvey convence Jessica a concordar com isso, argumentando que toda a empresa sofrerá por ter Darby como um inimigo. Logo depois, é revelado que a Hessington Oil demitiu a empresa, e Harvey está furioso, acreditando que Scottie o jogou. Encorajado pelo Katrina, Louis mostra seu plano que foi rejeitado pelo assessor de Gianapoulos para Harvey, e pede que ele o apresente. Harvey, ainda furioso com a aparente manipulação de Scottie, elogia Louis antes de levá-lo para se encontrar com Gianapoulos, que concorda em transferir seus negócios para o lado da firma Pearson Spectre. Mas Harvey então descobre que a queima do óleo de Hessington era de fato obra de Ava sozinha, já que ela também está processando a empresa ainda não dissolvida da Pearson Darby Specter por negligência. |              |                                                        |                     |                            |                        |                     |
| 38 | 10           | "Stay" "Fica" (BR)                                     | Kevin Bray          | Rick Muirragui             | 17 de setembro de 2013 | 3.16                |
| A advogada de Ava por seu processo de negligência é Travis Tanner, cuja estratégia é fazer com que Harvey se acomode atacando Scottie tanto pessoal quanto profissionalmente. Ele faz com que Stephen assine um depoimento afirmando que ela foi cúmplice nos assassinatos, mas Donna é capaz de neutralizar isso, visitando Stephen na prisão e fazendo-o admitir que ele mentiu, sem saber que ele está sendo gravado. Mais tarde Harvey interrompe o depoimento de Ava para falar diretamente com ela, desculpando-se por suas falhas, mas insistindo que tudo que ele fez foi parte de uma defesa zelosa de seus interesses. Ela concorda em retirar o processo. Harvey diz a Scottie que ele não quer apenas trabalhar com ela, mas tê-la em sua vida. Jessica fica sabendo do relacionamento de Mike e Rachel, está preocupada com Robert Zane aprendendo os negócios da empresa e diz a Mike que vai demiti-lo a menos que ele faça com que Rachel assine uma declaração dizendo que ela sabia da fraude de Mike. Rachel visita Jessica e assina, mas pede a ela em troca que renuncie à "regra de Harvard" da firma para que ela possa se candidatar a um cargo de associado em sua graduação. Depois de inicialmente ameaçar romper com ela, se ela for para Stanford, Mike volta a apoiar Rachel, e ela decide ir para Columbia, apesar de sua análise racional em favor de Stanford. Louis novamente se envolve romanticamente com Sheila Sazs enquanto tenta atrair um alto candidato da Harvard Law para uma posição de associado, e mais tarde ele declara que quer ser "exclusivo" com Sheila. Ela deixa brevemente Louis sozinho em uma sala que contém os registros de todos que frequentaram a Harvard Law School; Ele fica surpreso ao não encontrar nenhuma pasta no Mike. |              |                                                        |                     |                            |                        |                     |
| 39 | 11           | "Buried Secrets" "Segredos enterrados" (BR)            | Cherie Nowlan       | Erica Lipez                | 6 de março de 2014     | 2.27                |
| As coisas ficam complicadas quando Harvey mistura negócios com prazer, fazendo com que Scottie trabalhe na empresa. Scottie tem que convencer Jessica a renunciar ao buy-in do sócio de meio milhão de dólares, o que ela acha que faz com Michael Phelps como cliente da empresa. Ainda assim, Harvey não é completamente honesto com Scottie. Memórias dolorosas atormentam Mike, enquanto ele usa um caso para exorcizar demônios contra o homem que pagou a sua avó um magro acordo após a morte de seus pais. Mike e Rachel decidem morar juntos. Enquanto isso, Donna faz o seu melhor para manter o segredo de Mike de Louis, que está investigando. Ele parece satisfeito depois de receber uma cópia da transcrição de Harvard (falsificada) de Mike, até encontrar uma anomalia - uma nota A + de um professor que é notório por não distribuir tais notas. |              |                                                        |                     |                            |                        |                     |
| 40 | 12           | "Yesterday's Gone" "Águas passadas" (BR)               | Anton Cropper       | Genevieve Sparling         | 13 de março de 2014    | 2.27                |
| Mike confessa a Louis que ele falsificou um A + na aula de Ética Jurídica do Professor Gerard, em vez de contar a Louis sobre toda a sua fabricada carreira em Harvard. Louis convida Gerard (Stephen Macht) para dar uma palestra e diz que ele irá expor Mike a menos que Mike confesse e peça desculpas ao professor. Harvey não consegue coagir Gerard a cancelar a palestra, mas prevalece em Louis para deixá-lo ir, citando sua própria amizade com a aptidão de Louis e Mike e o amor pela lei. Enquanto isso, o ex-marido de Jessica, Quentin, morreu, deixando Harvey e Jessica como co-executores. A segunda esposa de Quentin, Lisa, quer vender sua empresa farmacêutica, a qual Jessica se opõe. Solicitada por Harvey, ela descobre que o objetivo principal de Lisa é garantir que a pesquisa de Quentin leve ao lançamento de uma droga no mercado. Jessica pede que a empresa compradora garanta isso, após o que a oferta de venda é retirada e o advogado de Lisa desafia o status de Jessica como executora. Jéssica não pode testemunhar com sinceridade que Quentin tinha uma mente sã quando a designou, mas ela, no entanto, convence a corte a manter seu status. |              |                                                        |                     |                            |                        |                     |
| 41 | 13           | "Moot Point" "Há controvérsias" (BR)                   | Kevin Bray          | Daniel Arkin               | 20 de março de 2014    | 2.35                |
| Como presente para Harvey por ajudá-lo com Louis, Mike pede a ele para primeiro presidir um caso porque o advogado oposto, A. Elliot Stemple, é alguém que Harvey nunca conseguiu vencer. Stemple sugere que ele será capaz de consertar o caso, e depois confessa em Harvey que ele fez o mesmo nos dois casos anteriores que ele ganhou. Mas isso é um truque para fazer com que Harvey e Mike tragam evidências que funcionem em favor do cliente da Stemple. Mike é capaz de encontrar outras evidências que transformam as tabelas em Stemple e fazem com que ele se estabeleça. No entanto, a comemoração de Mike dura pouco quando Jessica diz que a revista "New York Lawyer" quer entrevistar o homem responsável por fazer uma empresa da Fortune 500 admitir publicamente irregularidades, e diz que o nome de Mike deve ser removido do caso para evitar publicidade. Isso pode levar a um interrogatório sobre seu status. Assim, Mike é lembrado de que sua carreira estará sempre trabalhando em segundo plano. Em outro lugar, Scottie manipula Jessica para dar-lhe um caso que pertencia a Louis, causando uma rivalidade entre eles. Louis e Katrina não tiveram sucesso em tentar recuperar o caso, e Louis teme que sua posição na empresa seja afetada pela aparência de que Scottie foi capaz de intimidá-lo. Em última análise, sentindo que ele é deixado sem recurso, ele vai para Harvey para ganhar o favor e fazer com que Scottie dê seu caso de volta. Harvey aborda o assunto com Scottie, inicialmente enquadrando-o como um pedido genial, que ela rejeita. Scottie corretamente adivinha que isso tem algo a ver com o favor que Louis fez por Harvey; ela exige que Harvey divulgue o favor em troca de sua cooperação. Harvey é forçado a recusar, invocando sua antiguidade e implicitamente deixando claro que sua concordância não está em discussão. Os dois percebem que há momentos em que Harvey terá que falar com Scottie como um parceiro nomeado, e não como um namorado. |              |                                                        |                     |                            |                        |                     |
| 42 | 14           | "Heartburn" "Coração delicado" (BR)                    | James Whitmore, Jr. | Aaron Korsh & Erica Lipez  | 27 de março de 2014    | 2.53                |
| Louis sofre um ataque cardíaco no tribunal. Depois de se recuperar, ele pede a Sheila que se case com ele e ela aceita. Mas ao discutir suas vidas após o casamento, os dois acham que querem coisas diferentes. Depois de uma reunião com Mike e Harvey, um funcionário de Tony Gianapolis chamado Jonathan (cliente de Louis no início da temporada) se aproxima de Mike dizendo que quer sair da empresa de Tony e planeja levar seu algoritmo de banco de investimento com ele. Mike oferece a Jonathan conselhos sobre como sair do que parece ser um acordo não-competitivo, que o coloca em água quente com Harvey porque Gionopoulos é o cliente de Harvey. Mike também discute com Harvey seu desejo de ir para a faculdade de direito e ser legítimo, mas Harvey diz que a única maneira de trabalhar é se Mike freqüenta a faculdade de direito longe das grandes cidades e pendura sua telha em uma pequena cidade - essencialmente derrubando Mike. fora das "grandes ligas". Jonathan sai do acordo com Tony e, impressionado com a inteligência de Mike, oferece a ele um emprego que não envolve Mike como advogado. Enquanto isso, Rachel tenta convencer Jessica a honrar um acordo verbal que Louis havia feito antes, incluindo Pearson Hardman, que pagava as mensalidades da escola de direito de Rachel. |              |                                                        |                     |                            |                        |                     |
| 43 | 15           | "Know When to Fold 'Em" "Saber quando desistir" (BR)   | Anton Cropper       | Jon Cowan                  | 3 de abril de 2014     | 2.50                |
| Um Louis de coração partido chama de doente e instrui Katrina para cobri-lo. Harvey e Scottie parecem remendar as coisas durante o incidente com o caso de Louis. Um homem chamado James Quelling aparece com uma "besteira" contra a Marathon Footwear, um cliente da Pearson Spectre que deve ir a público em uma semana. Enquanto isso, Mike conta a Rachel sobre a oferta de emprego que ele recebeu de Jonathan, mas não conta a Harvey ainda. Enquanto negocia com Quelling, Harvey aprende sobre seu hábito de jogo. Mais tarde, ele derrota Quelling em um jogo de pôquer de apostas altas, e diz a seu oponente que ele lhe deixará seus ganhos se ele concordar em desistir do caso. Mike informa Harvey sobre a oferta de Jonathan e fica preocupado quando Harvey diz calmamente que ele deveria aceitar o emprego. Mas Harvey está realmente muito nervoso, fazendo com que ele se encaixe no Scottie. Quelling retorna no dia seguinte após descobrir o acordo que Mike fez com Harold para pagar as testemunhas no caso de Hessington, e ele planeja levá-lo para a Ordem dos Advogados de Nova York no dia seguinte (o que exporia Mike) a menos que Harvey aceite o valor mais alto. . Charles Van Dyke, ex-sócio de Jessica, aparece inesperadamente, alegando que seu cheque de dividendos deveria ser maior e suspeitando de fraude nos livros de Pearson Spectre. Jessica pede a ajuda de Louis, mas Katrina quer respeitar os desejos de Louis que ela cubra por ele. Ela tenta resolver o problema com a ajuda de Rachel. Van Dyke vê através da tentativa de retorno desenhado por Katrina e Rachel, e faz um movimento para apertar Jessica. Jessica atira Katrina, mas depois que Rachel explica a situação, Jessica apela para Louis para ajudá-la a lutar contra Van Dyke. Mike diz a Harvey que ele planeja deixar Pearson Spectre. Harvey diz a Donna que ele quer contar a Scottie sobre Mike porque a raiva dela por ele guardar segredos o está devorando por dentro. Mas Donna convence Harvey de que Scottie sempre estará zangado com alguma coisa. Mike retorna ao escritório de Harvey dizendo que ele pagou seu hacker para torná-lo um membro do Bar, e agora ele quer ficar. |              |                                                        |                     |                            |                        |                     |
| 44 | 16           | "No Way Out" "Sem saída" (BR)                          | Michael Smith       | Aaron Korsh & Daniel Arkin | 10 de abril de 2014    | 2.40                |
| O castelo de cartas que Harvey e Mike construíram pode finalmente desmoronar quando Mike for levado para interrogatório pelo procurador americano Eric Woodall. Parece que Woodall ficou sabendo do assentamento de Hessington, e o tenaz advogado cheira sangue. Mas como Woodall logo deixa claro, ele não quer muito o Mike; é o Harvey que ele está atrás, e ele está disposto a fazer um acordo com o seu protegido, a fim de pegá-lo. Mike não tem intenção de ligar o seu mentor, mas como ele e Harvey se esforçam para cobrir suas bases, fica evidente que eles ainda têm uma grande responsabilidade em suas mãos, e seu nome é Harold Gunderson. Ao mesmo tempo, as notícias da escova de Mike com Woodall fazem com que os funcionários da Pearson Spectre olhem com severidade no espelho, e podem não gostar do que vêem. Enquanto isso, quando Mike e Harold são presos, Mike espera que seu tímido ex-colega vá em frente. Mas Woodall é um homem que consegue o que quer a qualquer custo, e Harold começa a quebrar a pressão. Eventualmente, Louis convence-o a não confessar. No final do episódio, Mike diz a Harvey que aceitou a oferta de trabalho de Jonathan Sidwell. |              |                                                        |                     |                            |                        |                     |

## Classificações
| Nº. | Título                  | Transmissão original   | Horário (EUA)        | Espectadores (em milhões) | Avaliação (Adultos 18–49 anos) | Ranking | Notas  |
| --- | ----------------------- | ---------------------- | -------------------- | ------------------------- | ------------------------------ | ------- | ------ |
| 1   | "The Arrangement"       | 16 de julho de 2013    | Quintas-feiras 21:00 | 2.93                      | 1.1                            | #7      | [ 6 ]  |
| 2   | "I Want You to Want Me" | 23 de julho de 2013    | Quintas-feiras 21:00 | 2.88                      | 1.0                            | #11     | [ 7 ]  |
| 3   | "Unfinished Business"   | 30 de julho de 2013    | Quintas-feiras 21:00 | 2.47                      | 0.9                            | #17     | [ 8 ]  |
| 4   | "Conflict of Interest"  | 6 de agosto de 2013    | Quintas-feiras 21:00 | 2.99                      | 1.1                            | #12     | [ 9 ]  |
| 5   | "Shadow of a Doubt"     | 13 de agosto de 2013   | Quintas-feiras 21:00 | 2.79                      | 0.9                            | #11     | [ 10 ] |
| 6   | "The Other Time"        | 20 de agosto de 2013   | Quintas-feiras 21:00 | 2.76                      | 1.0                            | #12     | [ 11 ] |
| 7   | "She's Mine"            | 27 de agosto de 2013   | Quintas-feiras 21:00 | 2.79                      | 1.0                            | #15     | [ 12 ] |
| 8   | "Endgame"               | 3 de setembro de 2013  | Quintas-feiras 21:00 | 3.52                      | 1.2                            | #4      | [ 13 ] |
| 9   | "Bad Faith"             | 10 de setembro de 2013 | Quintas-feiras 21:00 | 2.95                      | 0.9                            | #15     | [ 14 ] |
| 10  | "Stay"                  | 17 de setembro de 2013 | Quintas-feiras 21:00 | 3.16                      | 1.0                            | #8      | [ 15 ] |
| 11  | "Buried Secrets"        | 6 de março de 2014     | Quintas-feiras 21:00 | 2.27                      | 0.8                            | #5      | [ 16 ] |
| 12  | "Yesterday's Gone"      | 13 de março de 2014    | Quintas-feiras 21:00 | 2.27                      | 0.7                            | #3      | [ 17 ] |
| 13  | "Moot Point"            | 20 de março de 2014    | Quintas-feiras 21:00 | 2.35                      | 0.7                            | #3      | [ 18 ] |
| 14  | "Heartburn"             | 27 de março de 2014    | Quintas-feiras 21:00 | 2.53                      | 0.7                            | #5      | [ 19 ] |
| 15  | "Know When to Fold 'Em" | 3 de abril de 2014     | Quintas-feiras 21:00 | 2.50                      | 0.8                            | #3      | [ 20 ] |
| 16  | "No Way Out"            | 10 de abril de 2014    | Quintas-feiras 21:00 | 2.40                      | 0.7                            | #3      | [ 21 ] |